# بیمارستان وسلو آندریاس
بیمارستان وسلو آندریاس (به انگلیسی: Andries Vosloo Hospital) بیمارستانی همگانی در شهر کیپ شرقی آفریقای جنوبی است.